# Pojezierze Chełmińskie

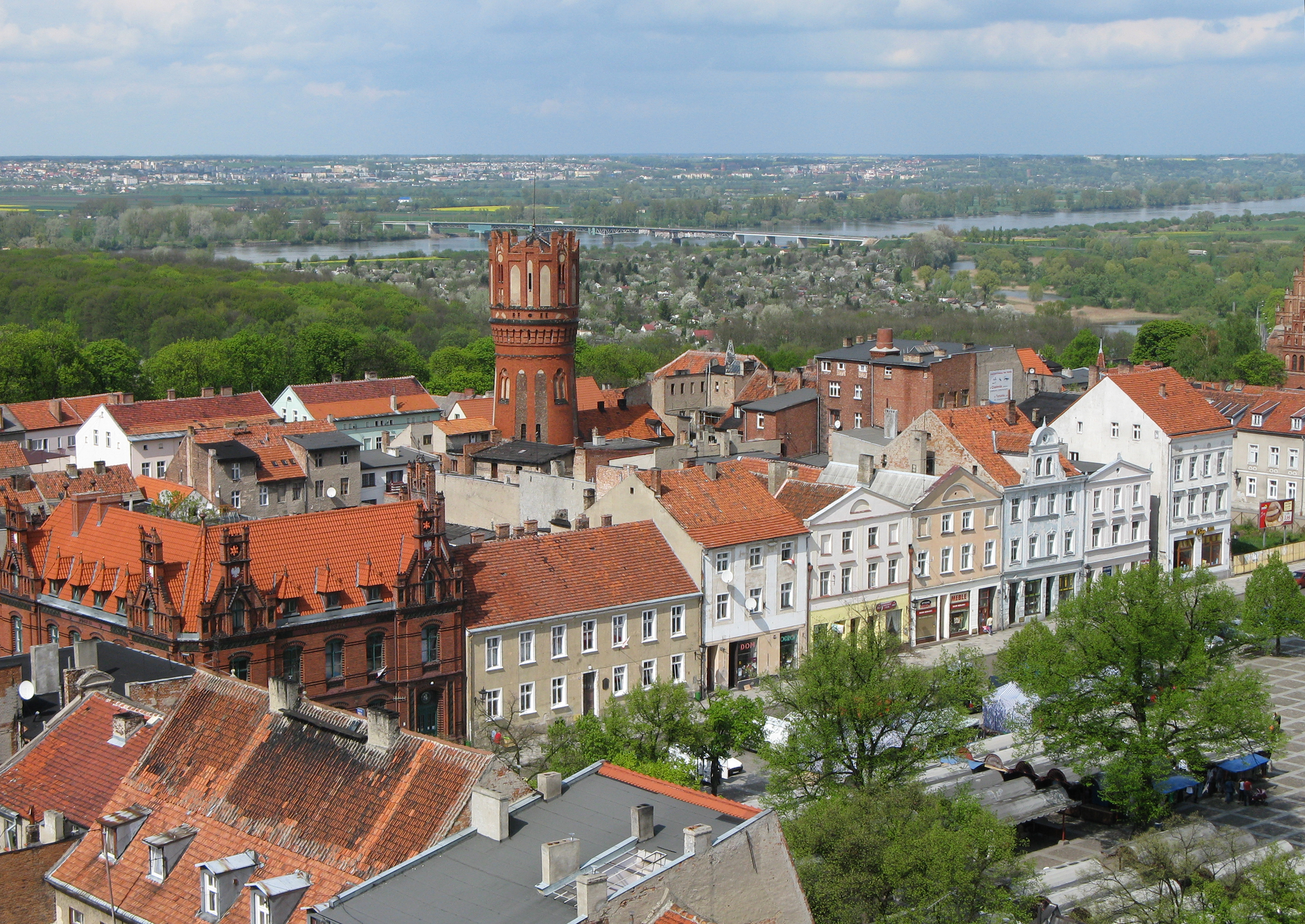
Chełmno

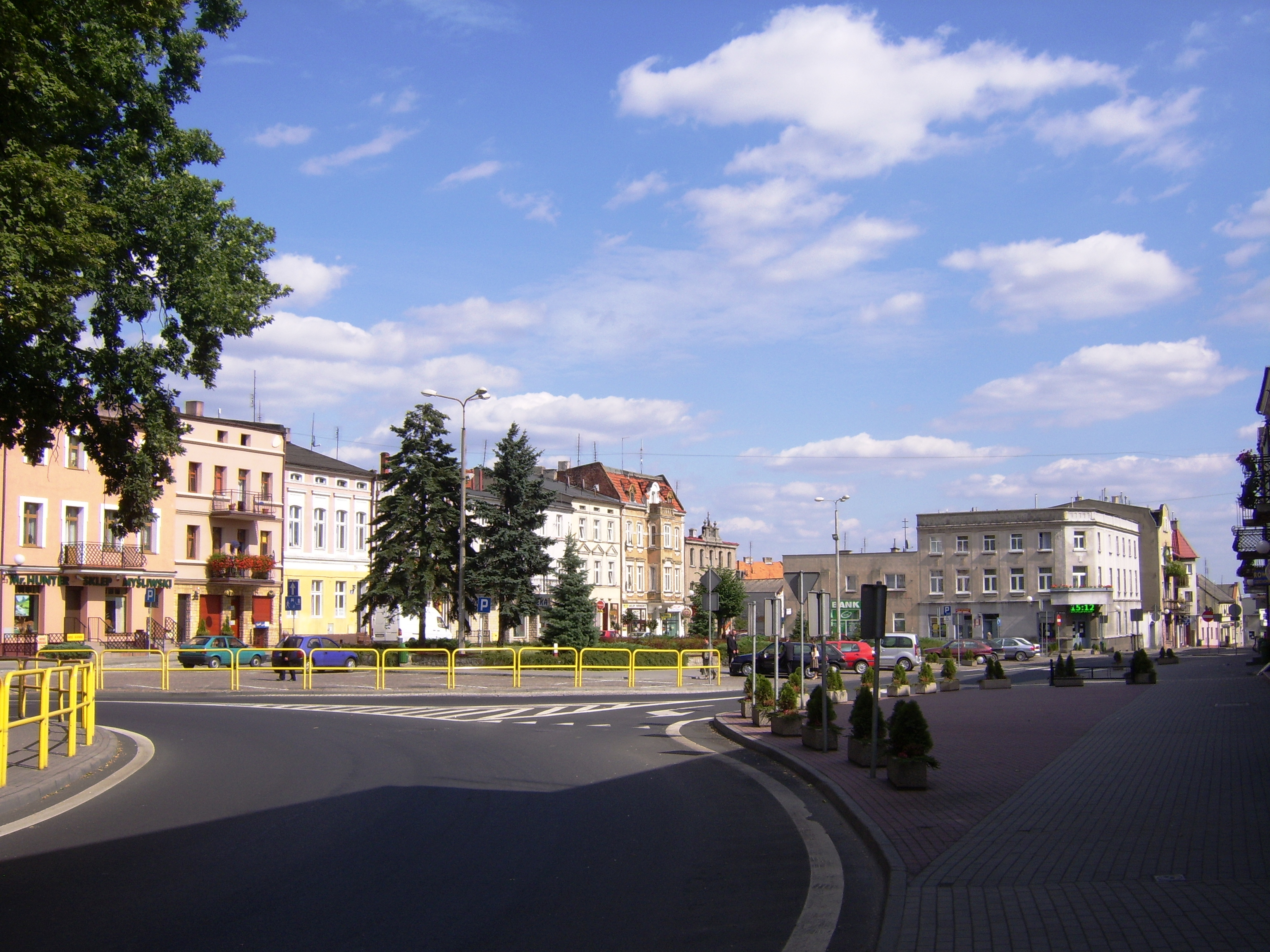
Kowalewo Pomorskie

Pojezierze Chełmińskie (315.11) – mezoregion fizycznogeograficzny w środkowo-północnej Polsce, stanowiący zachodnią część Pojezierza Chełmińsko-Dobrzyńskiego.

## Położenie
Pojezierze Chełmińskie graniczy:
- od północy z Pojezierzem Iławskim (314.90),
- od zachodu z Doliną Fordońską (314.83) i Kotliną Grudziądzką (314.82),
- od południa z Kotliną Toruńską (315.25),
- od południowego wschodu z Doliną Drwęcy (315.13),
- od północnego wschodu z Pojezierzem Brodnickim (315.12).

Mezoregion leży w całości w obrębie woj. kujawsko-pomorskiego. Jego powierzchnia wynosi 2165 km².

## Charakterystyka
Pojezierze Chełmińskie jest wysoczyzną morenową położoną pomiędzy dolinami trzech rzek: Drwęcy, Osy i Wisły.
W północnej części znajdują się pagórki moren czołowych, uszeregowane w trzy pasma: północno-, środkowo- i południowowąbrzeskie, zaliczane do subfazy krajeńskiej zlodowacenia bałtyckiego. Południowa cześć regionu nosi cechy deglacjacji powierzchniowej, tzn. przeważają moreny martwego lodu, kemy i ozy. Z morenami wąbrzeskimi związane są sandry: chełmiński, wąbrzeski i jabłonowski.
Wysokości wysoczyzny nad poziomem morza na ogół nie przekraczają 120 m, najwyższe wzgórze na północny wschód od Wąbrzeźna osiąga wysokość 134 m.
Na Pojezierzu występuje ok. 100 jezior, lecz są to akweny niezbyt duże. Największe są: Jezioro Chełmżyńskie (ok. 3 km², głeb. 27 m), Wieczno I (ok. 1,5 km²) i Wieczno II (ok. 2 km², głęb. 4 m), powstałe z podziału jednego zbiornika wodnego.
Pojezierze Chełmińskie jest regionem słabo zalesionym z przeważającą obecnością pól uprawnych. Przeważają brunatnoziemy na glinach zwałowych lekkich, częściowo również ciężkich oraz bielicoziemy na piaskach sandrowych.
Region przecina kilka szlaków kolejowych: Toruń-Olsztyn przez Kowalewo Pomorskie, Toruń-Malbork przez Chełmżę, Bydgoszcz-Brodnica przez Chełmżę oraz Grudziądz-Brodnica przez Jabłonowo Pomorskie.
W południowo-zachodniej części regionu (okolicy Bydgoszczy) wyróżniono mikroregiony:
- Wysoczyzna Wałdowska (315.111),
- Zbocze Mariańskie (315.112).

### Zaludnienie
Głównym miastem, od którego region bierze swą nazwę jest Chełmno – historyczna stolica ziemi chełmińskiej, oddanej w XIII w. przez Konrada Mazowieckiego zakonowi krzyżackiemu i odzyskanej przez Polskę w wojnie trzynastoletniej. Miasto jest położone na zachodnim skraju mezoregionu, na krawędzi Doliny Dolnej Wisły.
W środku regionu znajdują się miasta: Chełmża i Wąbrzeźno, a na południowo-wschodnim skraju – także północno-wschodnie osiedla Torunia. Inne mniejsze miasta Pojezierza Chełmińskiego to Kowalewo Pomorskie, Jabłonowo Pomorskie i Radzyń Chełmiński, ponadto wsie Gruta, Świecie nad Osą, Stolno, Lisewo, Książki, Bobrowo, Dębowa Łąka, Papowo Biskupie, Unisław, Dąbrowa Chełmińska i Łubianka.

## Ochrona przyrody
Wschodnia część mezoregionu, którą stanowi strefa krawędziowa Doliny Dolnej Wisły, objęta jest Nadwiślańskim Parkiem Krajobrazowym. Natomiast część południowa na styku z Pradoliną Toruńsko-Eberswaldzką, wchodzi w skład Obszaru Chronionego Krajobrazu Strefy Krawędziowej Kotliny Toruńskiej.
Z innych obszarów chronionego krajobrazu, które występują we fragmentach na Pojezierzu Chełmińskim można wymienić: Obszar Chronionego Krajobrazu Doliny Drwęcy, Obszar Chronionego Krajobrazu Doliny Osy i Gardęgi i inne.
Mezoregion graniczy również z trzema obszarami Natura 2000: od zachodu i południa z Doliną Dolnej Wisły PLB04003 i Solecką Doliną Wisły PLH04003, a od wschodu z Doliną Drwęcy PLH280001.
W całości na jego obszarze znajduje się Torfowisko Linje PLH040020 i Dolina Osy PLH040033
Na zachodnim krańcu mezoregionu, w sąsiedztwie Doliny Fordońskiej istnieją dwa rezerwaty: „Reptowo”, obejmujący starodrzew sosnowy z kolonią czapli siwej oraz „Linje” – torfowisko śródleśne z reliktową brzozą karłowatą. Niedaleko Wąbrzeźna znajduje się rezerwat leśny „Wronie” (buczyna).